# Mistshenkoana surda
Mistshenkoana surda är en insektsart som först beskrevs av Lucien Chopard 1929.  Mistshenkoana surda ingår i släktet Mistshenkoana och familjen syrsor. Inga underarter finns listade i Catalogue of Life.